# 盂蘭盆會

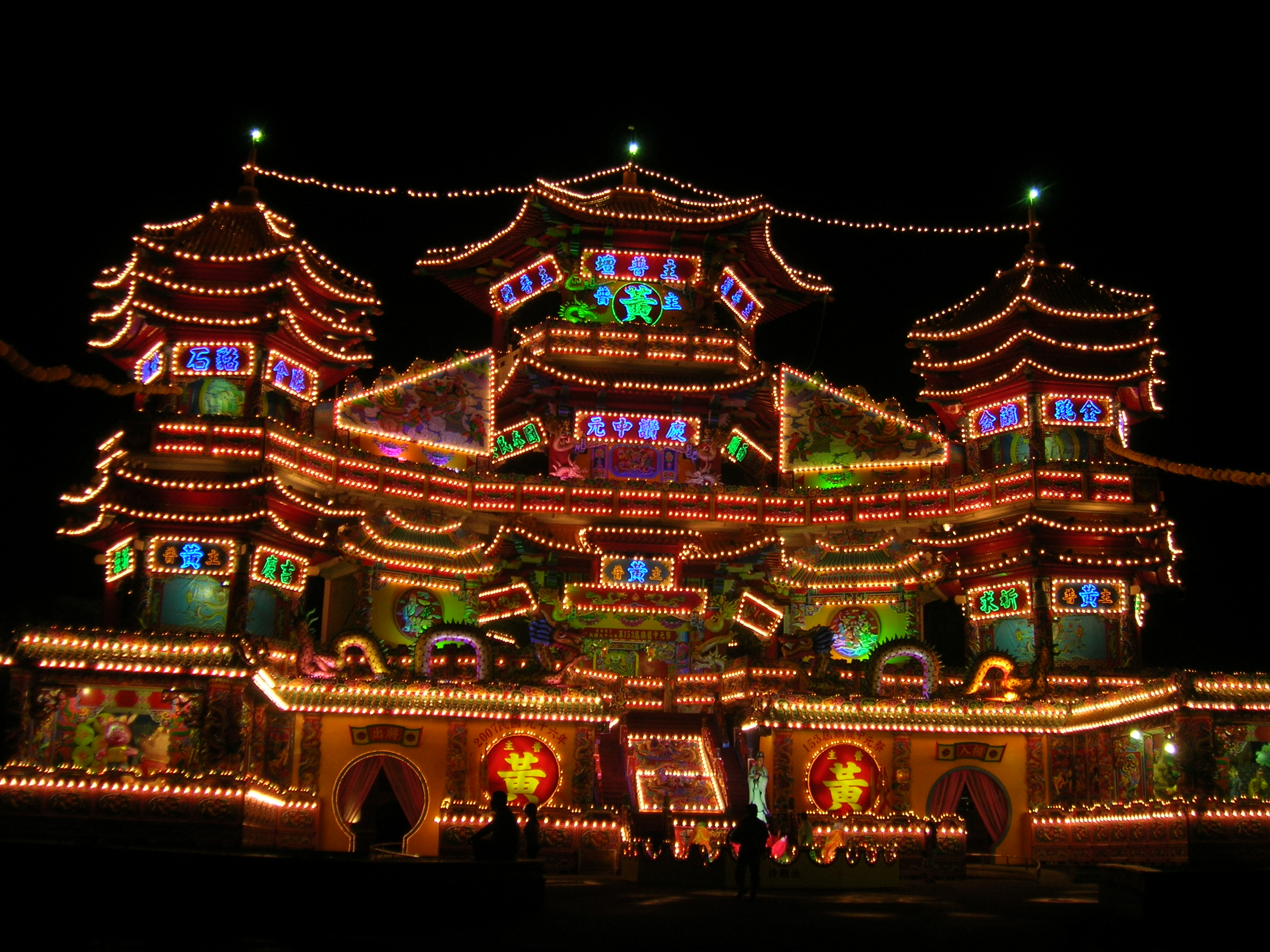
台灣基隆的雞籠中元祭是當地著名的中元法會之一

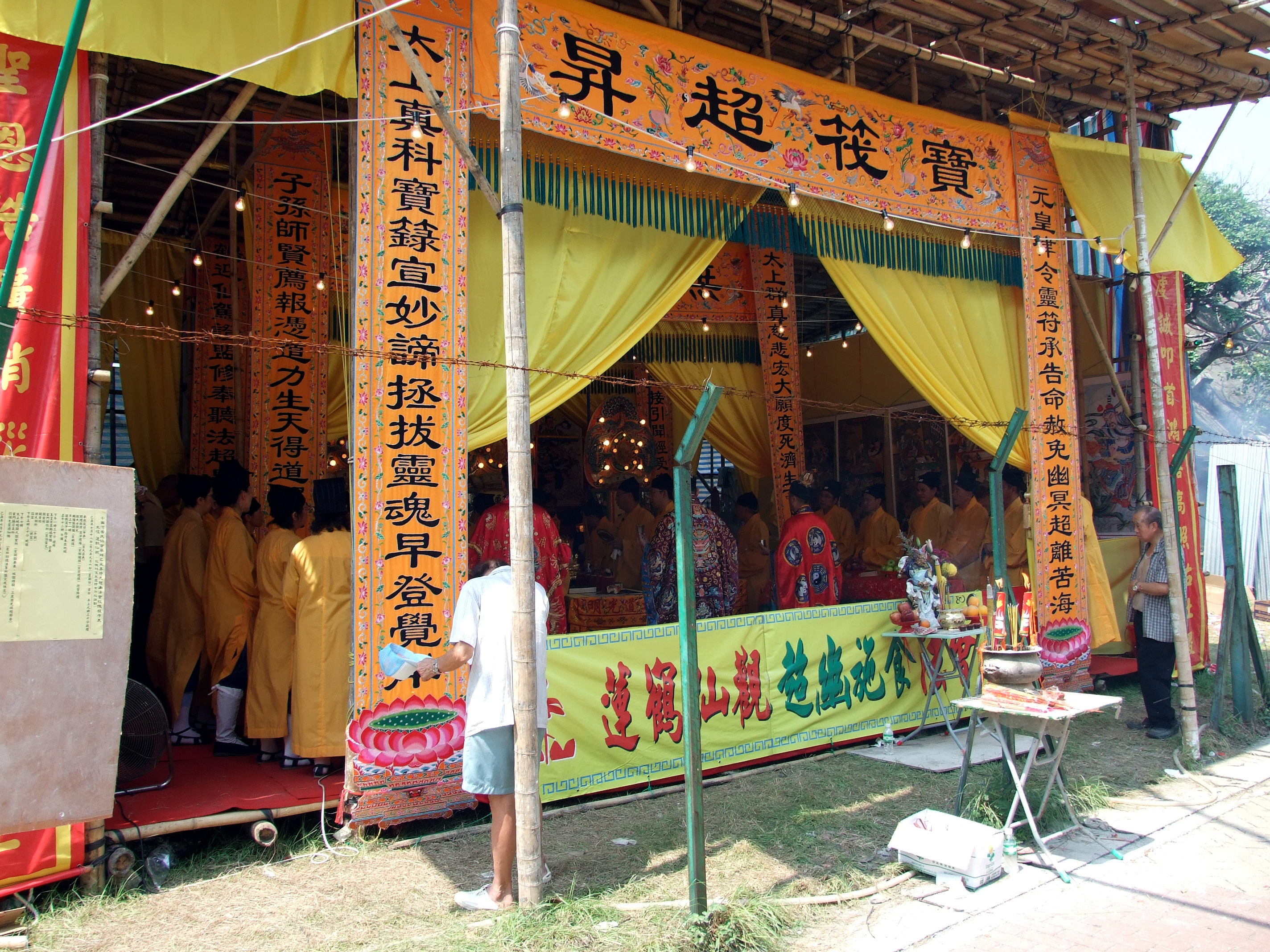
香港小西灣廣府族群的盂蘭勝會經棚

盂蘭盆會（梵語：、ullambana），又稱盂蘭勝會、盂蘭法會、中元法會、中元建醮等，閩南地區、臺灣又稱為公普或聯普（相對於家庭、機構的普渡「私普」），是中元、佛歡喜日與盂蘭盆節的祭祀儀式。各地、各族群及各宗教派別有不同的儀式。源於佛教盂蘭盆法會，根據《盂蘭盆經》，於每年農曆七月初一到三十日舉行（七月十五達到最高峰），以佛法供養三寶的功德，迴向現生父母身體健康。道教的中元普渡則是為亡魂赦罪。

## 佛家盂蘭盆法會

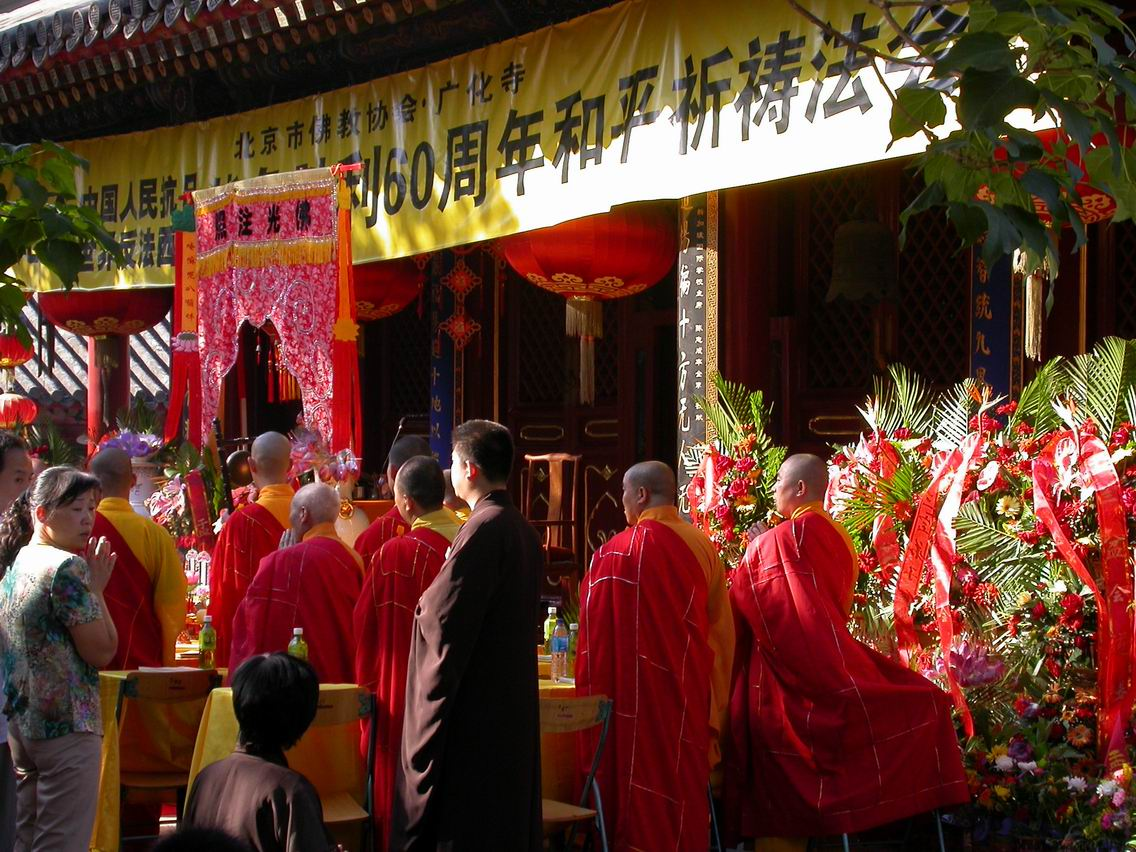
北京广化寺的盂蘭盆節法會

在佛陀的時代，印度的婆羅門就會為逝去的亡者舉辦供養會（巴利語：Saddha，梵語：Śrāddha）。而在中國，《盂蘭盆經》傳入後，由於強調藉由供養僧團，以報答雙親養育之恩，乃至度脫七世父母的思想，與儒家崇尚孝道的倫理傳統相符，因此得到中國歷代帝王提倡而盛行不衰。南北朝梁武帝時代，始興盂蘭盆法會，以報答父母祖先恩德。唐朝時期，法會活動呈現興盛，官民共樂。

## 道教中元法會

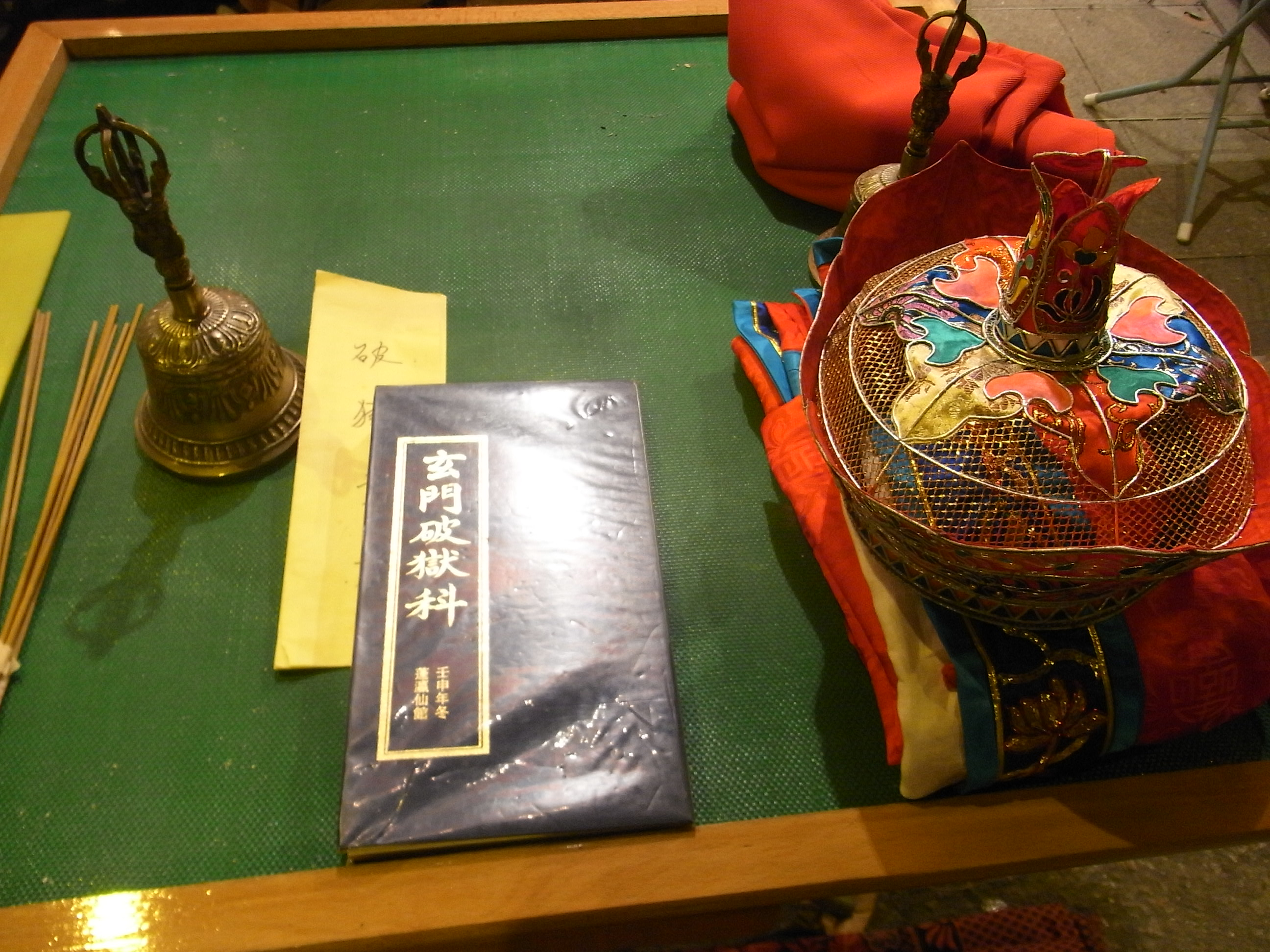
香港的正一派盂蘭勝會科儀

南方則流行諸多道教懺法，各地不同，如：《三元滅罪水懺》意義在三官大帝中的地官大帝生日，請得地官赦罪赦免先人罪孽；《三元賜福寶懺》是為先人求取冥福；廣東一帶則有《呂祖無極寶懺》，是全真道儀式，藉由度人無數的孚佑帝君呂純陽祖師威力，廣度死者入道，安生定冥。

## 民間盂蘭盆會

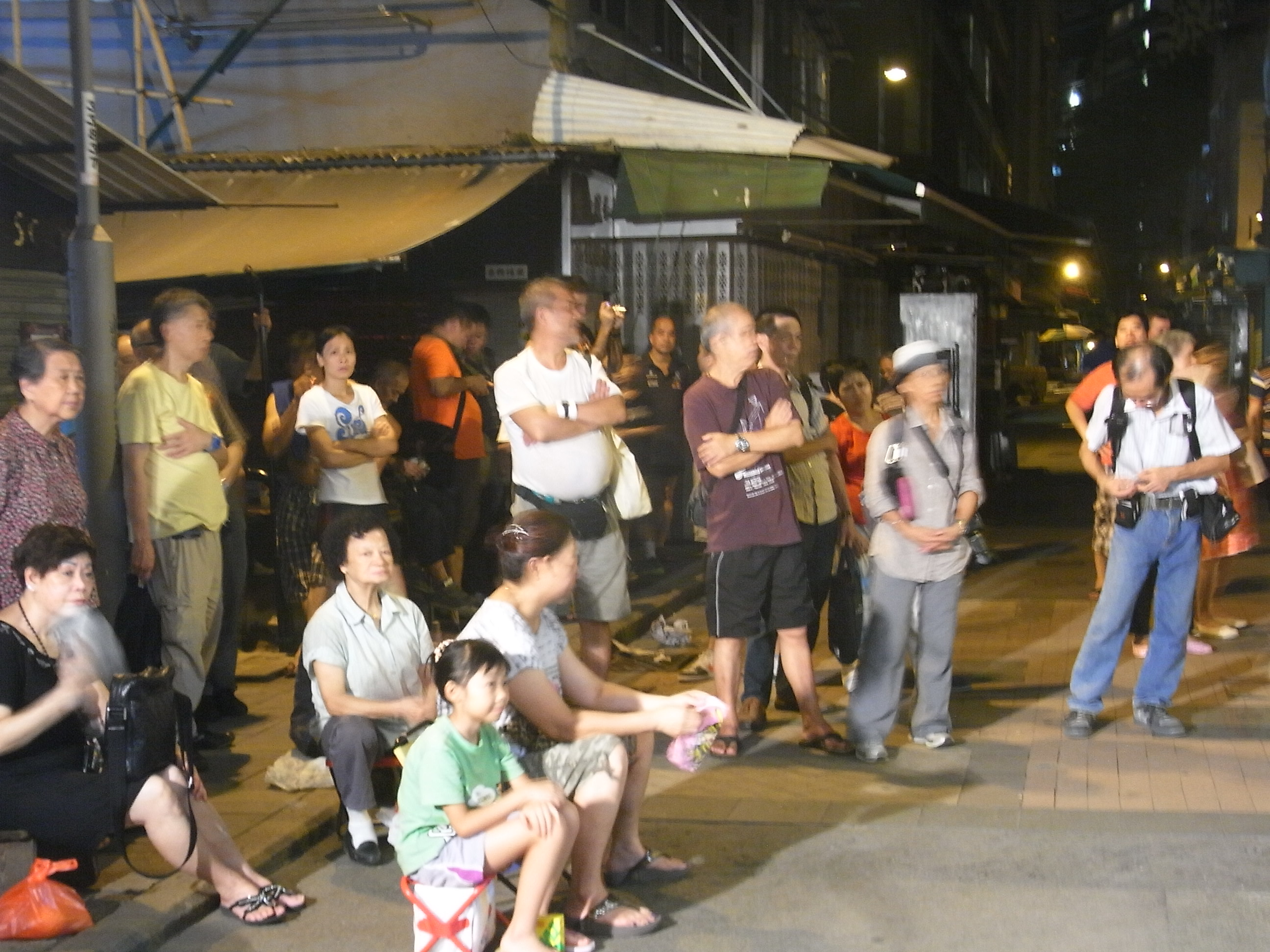
香港上環盂蘭勝會的現場有不少街坊參與、觀看，具備團結社區的功能

現時民間的盂蘭盆會或中元普渡大都是糅合佛、道、巫覡宗教、民間信仰而成，除了原來的普渡意義外，還增添了娛樂成份，變成廟會形式的祭典，有歌舞、戲劇等娛樂活動。例如華人的盂蘭盆會常有神功戲演出，近年也有當代流行表演的「歌台」、電子花車。日本、琉球則有盆踊，朝鮮半島有農樂、假面舞等。除了祭祀、娛樂外，一些盂蘭盆會還有團結地區、族群的社會功能。

## 常見儀式

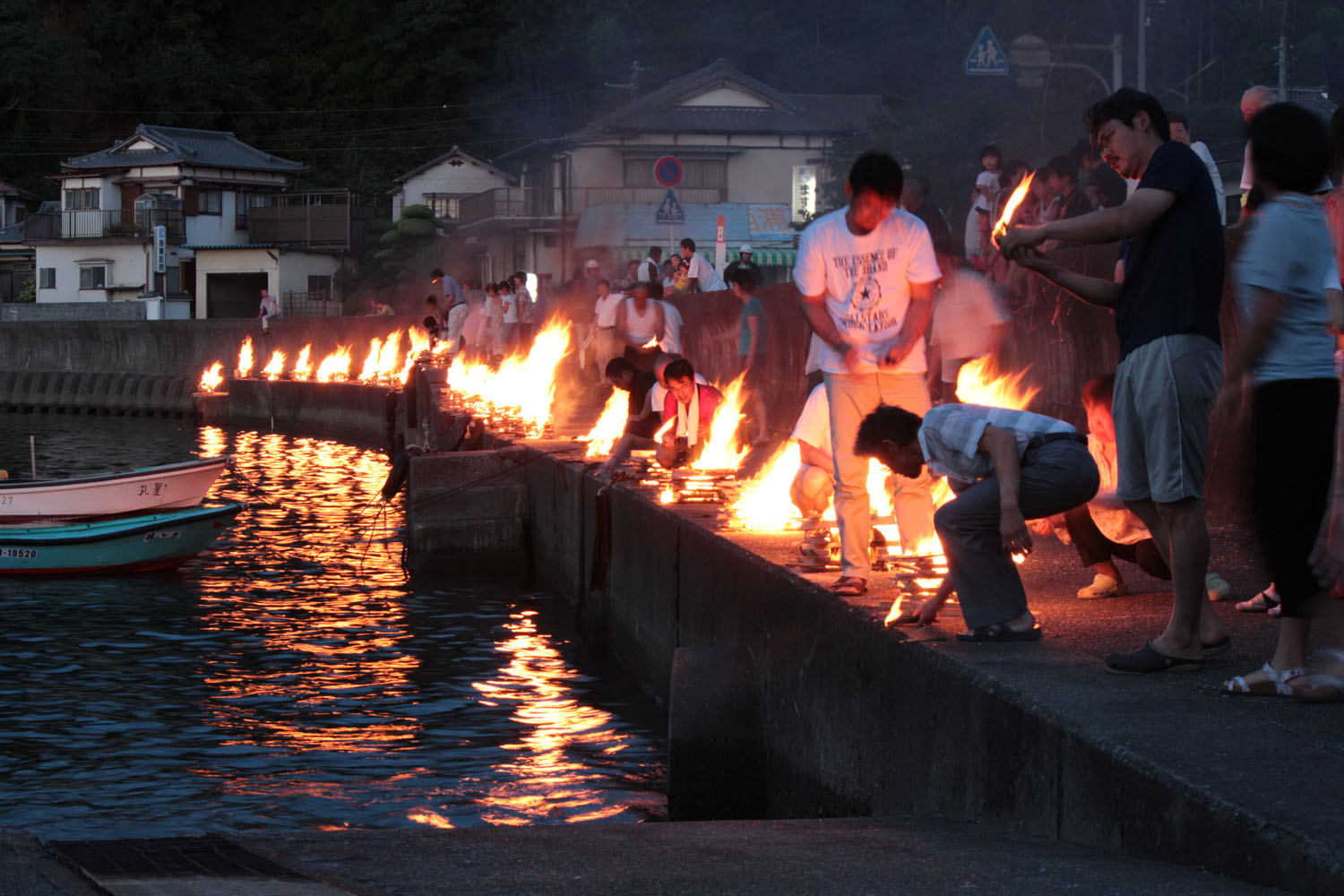
日本靜岡縣沼津市的迎神火

雖然各地的盂蘭盆會程序、形式不盡相同，但有些儀式見於不同地區。

### 點火迎神
在台灣，舊曆的七月初一日子時（23：00）開始，廟宇轄境的各家人士點亮燈火，號曰「普渡公燈」。為普渡公（大士爺）與眾家好兄弟指引方向，享用香火。燈火兩側或有設造型者、貼對聯者，如：「金蓮燈前聞泣夜，盂蘭會上救升天。」
在日本本土，盂蘭盆會舉行前會先燃點迎神火迎接神明。

### 豎幡

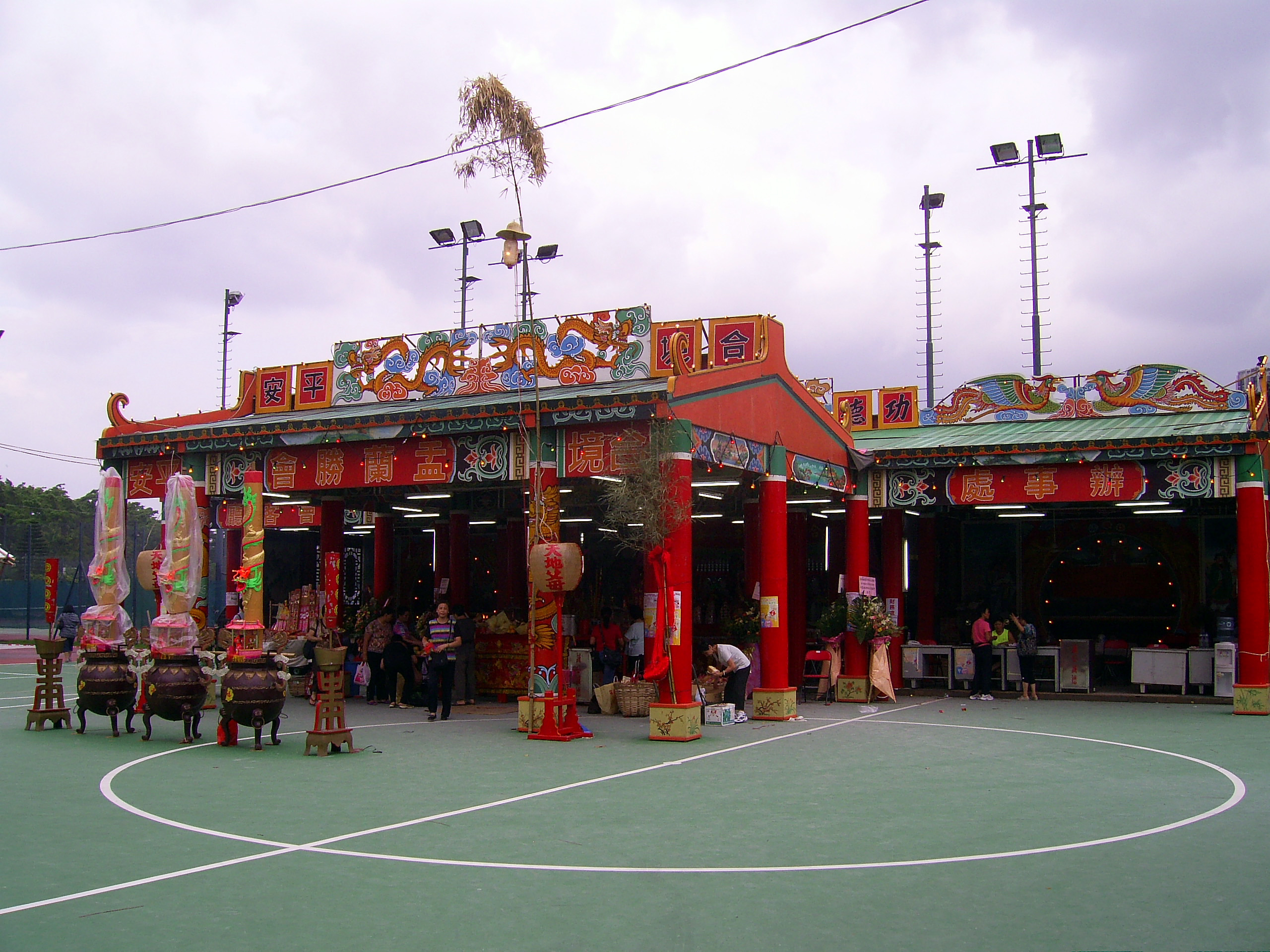
香港潮人盂蘭勝會在神棚前的豎的幡

豎幡在閩南、台灣稱為立燈篙，是懸掛燈火及旗幟，以便邀請眾神來監管法會，也是邀請放禁在外的眾家好兄弟共享法會的成果。幡竿是以高大的青竹製成，上面掛上燈籠，下面有紙紮神位或護法神像守衛之。幡竿的作用是為好兄弟引路來到會場享用祭品，同時聽經，以期獲得解脫。台灣的燈篙會晝夜升降，上以金紙包覆，上貼符咒燈篙的高度，亦即招引範圍的廣度。台灣人認為如燈篙豎立過高，祭品不足，則會引發好兄弟不滿甚至作祟，一般以十二尺（約360公分）為限。

### 開光
潮汕人盂蘭勝會中開光儀式稱為供神。台灣的則是搭設好主普壇，設有大士爺、山神、土地神、護法神眾、大士山、寒林院（或作翰林院，供應官吏、士紳與陣亡將士休憩之處）、同歸所（供應一般的孤魂休憩之處），皆為紙紮。先請法師施法，以淨本壇，再由達官顯宦與爐主等人同放燈。

### 請神放表
法師開壇，爐主與執事人員朗誦疏文，向天地稟告普渡之意，並且發表，邀請三界神祇入壇監醮。通知鬼神本地即將展開中元普渡法會，更請普渡公監管道場，不讓惡鬼凶神在此處擾亂作祟。
在香港潮汕人盂蘭勝會中，這程序包括「發關」和「啟請」儀式。「發關」儀式是化紙紮白馬到陰間，這是送出關文，表示 「值符使者」 接引孤魂。 「啟請」 儀式則是恭迎佛、菩薩、諸神來壇中希望承佛、菩薩、諸神的加持，孤魂能夠聞佛法。疏文會和仙鶴、大金、元寶等一起化掉。
如舉辦地點並非在廟宇，則放表前需要先從廟宇請神明到盂蘭盆會舉辦地點。

### 施食

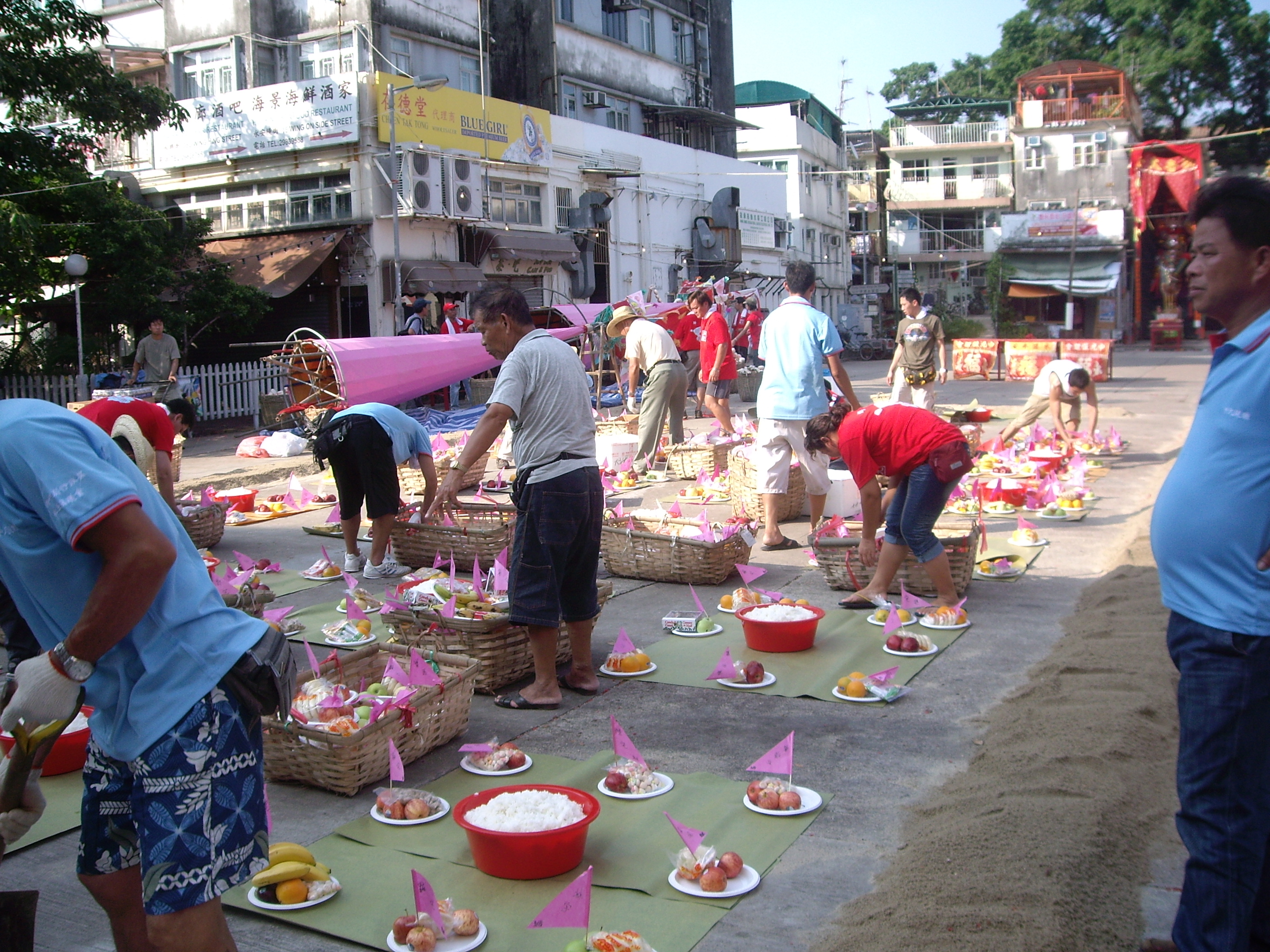
香港坪洲中元建醮中的擺天席施食

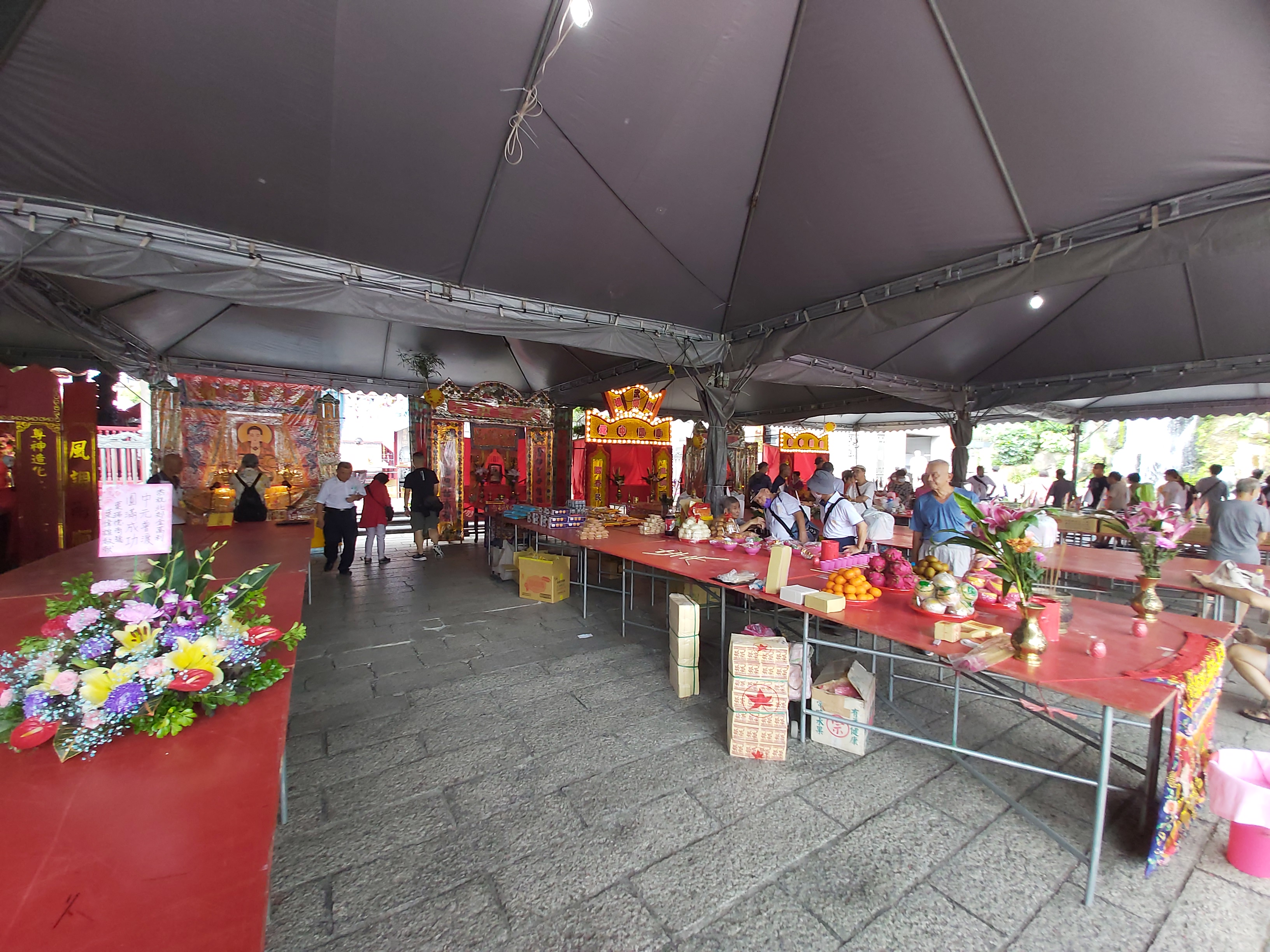
臺北艋舺龍山寺盂蘭勝會的燄口施食

又稱「施普」、「施孤」、「施餓鬼」等，法師誦經作法超度亡魂。也有人會在這段時間，請出地藏菩薩、目連尊者、引魂王菩薩等佛像放置高台，貼出榜文，硃筆簽押，昭告鬼神共來聽經聞法，領受功德，享得冥福，脫離惡道，往生善處。民眾設置各樣供品，祭祀往來的孤魂，使眾家好兄弟共襄盛舉，獲得飽餐。其中海陸豐人的施食儀式稱為「擺天席」
如以佛教儀式進行，則包括瑜伽焰口法事，又稱放焰口。

### 放水燈

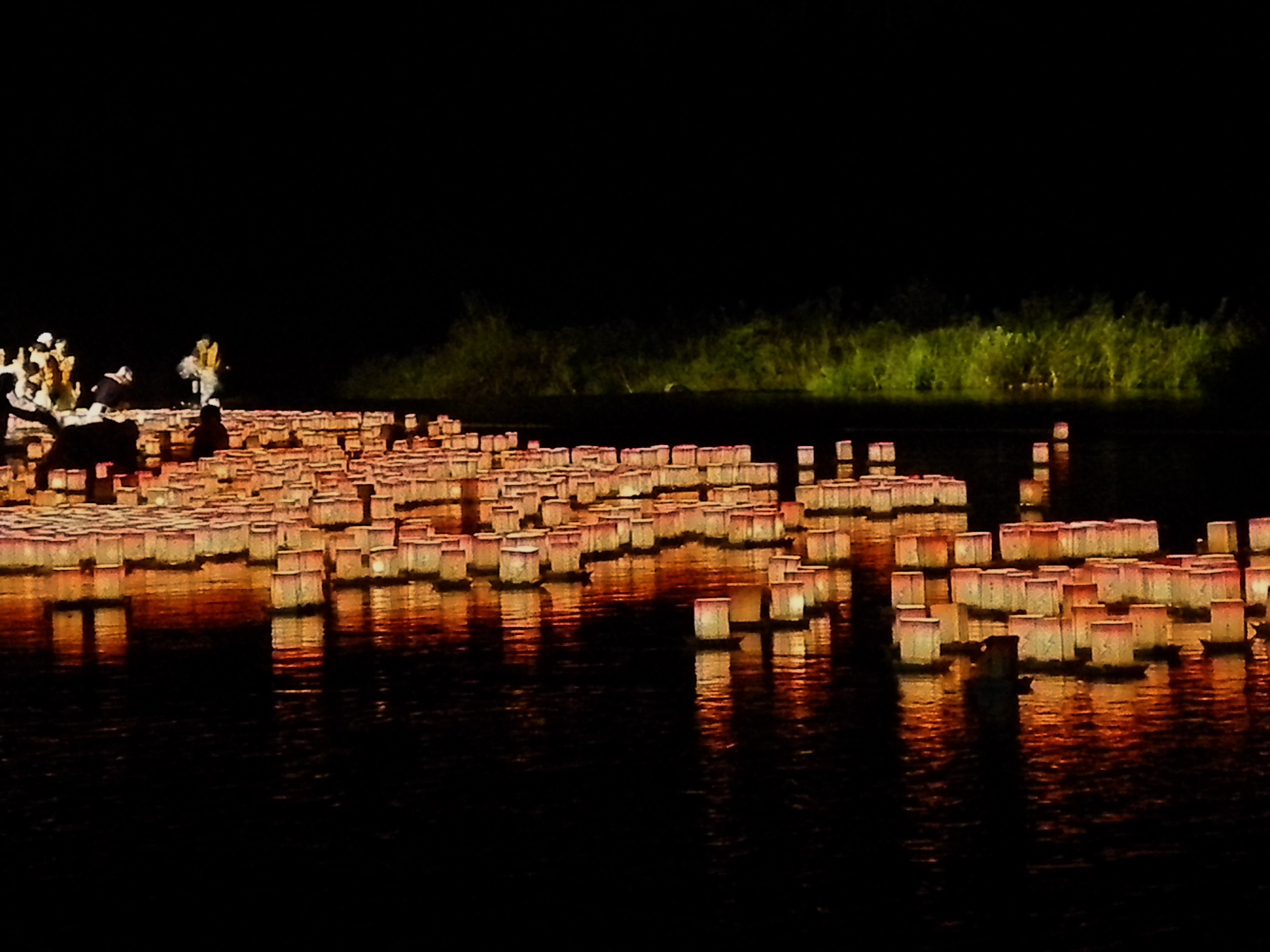
日本的放水燈儀式

放水燈儀式見於華人、日本本土及朝鮮半島的盂蘭盆會，是祭水幽儀式的一種。在各水域先放流燈火，迎接到來的亡魂，幫亡魂照路，邀來同享香火，號稱「水燈」。水燈的形狀依地區和族群不同而有變化，有簡單以紙糊成可浮在水面的形狀，也有製成蓮花形，還有以紙糊如宮殿形者，中有蠟油點火。台灣的水燈內有一置彩色三角形紙旗，號稱「普渡旗」，該旗以毛筆寫上「慶讚中元」、「廣施盂蘭」、「敬奉陰光」、「冥輝普照」等「中元敬語」字樣，並寫上自己的姓名，讓好兄弟（對孤魂的敬稱）知曉是哪家檀越所供奉，也有直接寫在燈上而不用旗者。俗謂水燈漂浮愈遠，該施主愈得庇佑。

### 放法船
放法船是祭水幽的另一種儀式，把一隻紙紮船放進水裡，代表引領亡魂聽經，送他們到極樂世界，得到解脫。有些盂蘭盆會的法船會火化。一些地區有特別的放法船儀式，例如香港長洲的盂蘭盆會會放一隻名為「佛山輪」的法船，法船的造形是模仿一艘於1971年在當地對開海面沉沒的客輪「佛山輪」，是為了超渡該意外中的死者。日本長崎縣、熊本縣和佐賀市放法船儀式也別具特色。

## 各地特色

### 華人地區
在诸多华人社会如中國大陆、香港、澳門與臺灣、新加坡、马来西亚槟城等，中元是相當重要的宗教節日，不少道觀、佛寺及社區會在舊曆的七月初一到七月卅日之間，擇日舉行盂蘭盆會。每年七月，香港各區都有由不同族群舉辦的盂蘭勝會，有些是由特定族群的團體舉辦，有廣府人、潮汕人、海陸豐人、混合族群等。不同族群的盂蘭勝會的儀式不盡相同，潮汕人的盂蘭勝會多以佛教儀式舉行，廣府人、海陸豐人的盂蘭勝會則多用道教儀式。台灣各地區也有不同的中元普渡儀式舉行。

#### 祭拜面燃大士

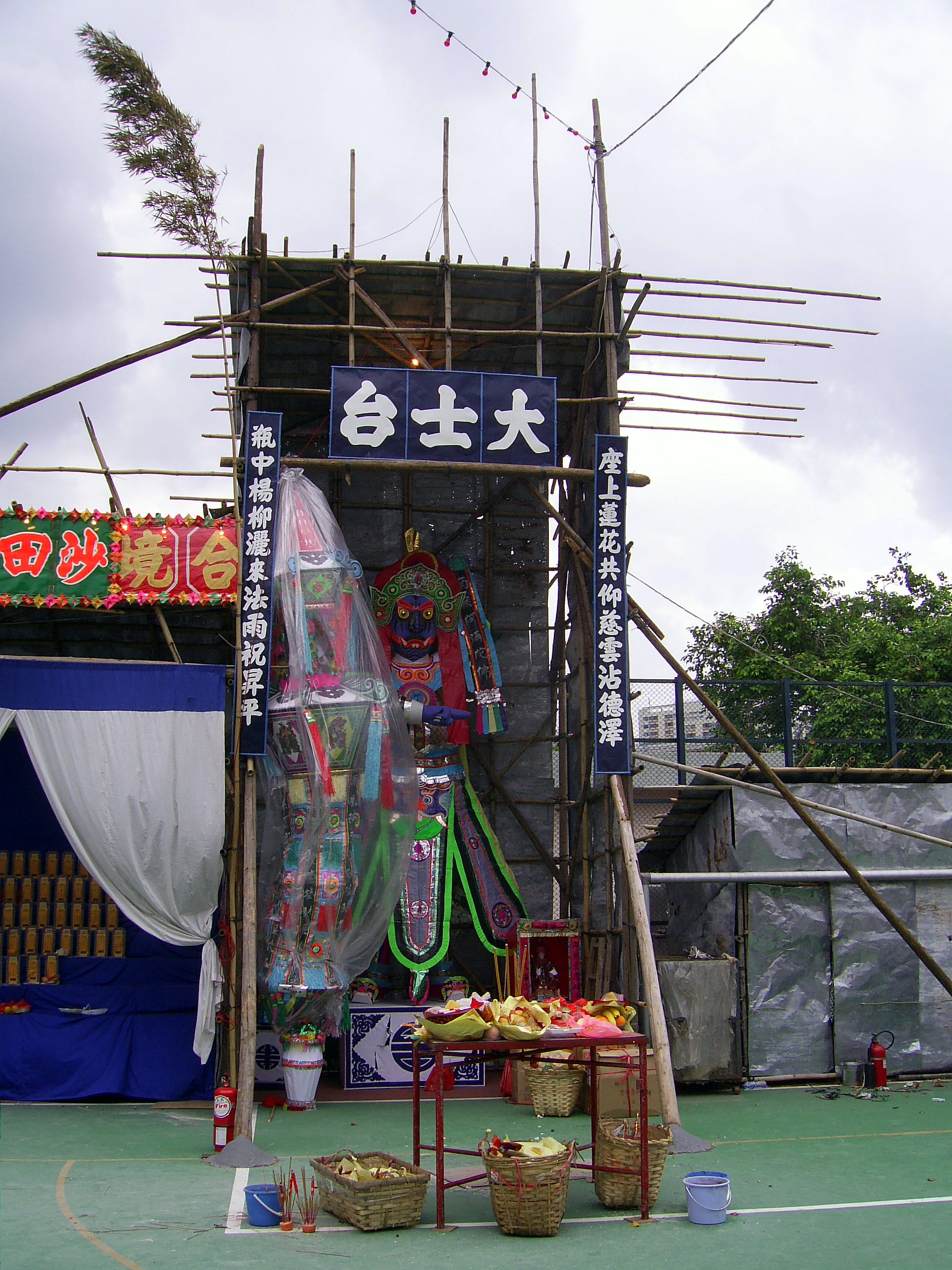
香港潮人盂蘭勝會的大士王

華人地區的盂蘭盆會一般在祭拜亡靈之前，會先祭拜「普渡公」。在馬來西亞槟城大山脚伯公埕有尊北馬最大纸扎大士爷 ，大士爷高達26尺8吋，慶贊中元已成為北馬區年度盛事，每年中元節期間，就有很多游客涌入大山腳，主要是膜拜北馬最大尊的大士爺。這座體積龐大的大士爺是豎立在大山腳市區的埠眾盂蘭勝會大士爺殿內。這尊氣勢非凡的大士爺金身，也吸引了不少外國遊客前來參觀
普渡完畢，則舉行「送大士」的儀式，把紙紮大士王上面的觀音像請下來，由指定的人帶回家供奉，於是大士爺、山神、土地神、護法神等眾神功德圓滿，寒林院、同歸所好兄弟也該回返陰曹，所以焚大量紙錢、冥鏹，號稱「金山」、「銀山」，送神返回天庭與地府，各紙紮神像也會火化。有些盂蘭勝會如香港中環三十間盂蘭勝會在把觀音像請走，火化紙紮大士王像時會用竹竿大力打大士王像，確保沒有孤魂野鬼附在上面。

#### 搶孤
閩南人、海陸豐人的盂蘭勝會送大士後有一特別儀式，稱為「搶孤」。一種是將供品或旗子放置高柱上，在柱上塗滿油脂，令眾人同爬其柱，先得旗、物者勝。不但能取得獎品，且代表自己會得到神鬼的祝福。另一種則是將供品放於呈圓錐體的棚架上，人們爭相搶祭品，認為這樣可以得到祝福。不過這是一項危險性很高的活動，時有傷亡，在台灣清治時期，巡撫劉銘傳曾令禁止。今日台灣東北角的頭城與西南隅的恆春、香港海陸豐社群舉辦的盂蘭勝會依然有此儀式。

#### 跳鍾馗
在閩南式中元普渡中，祭祀講經既畢，或請道士、藝師扮演驅魔真君鍾馗，是謂「跳鍾馗」。有人則是請藝師操控鍾馗之傀儡，以消弭死者亡魂的戾氣，請眾家好兄弟趕緊回返陰間，勿再逗留於人世。今日臺灣，八家將與官將首等陣頭十分盛行，也有請八家將、官將首等出陣，以替換「跳鍾馗」的儀式。

#### 表演節目
酬神戲和歌台都是盂蘭盆會常見的表演節目，作為酬神用，兩者在會場搭建臨時舞臺，其中臨時戲曲舞台稱為戲棚，加上音響設備、佈景、燈光等裝飾，並在臺下觀眾席擺放一排排的椅子，而第一排的椅子通常是預留給主辦單位的理事、值理等，有时还会放上啤酒等饮料，花生、毛豆等零食。但他們未必會到場觀看，導致該排座位經常空置，很多人就誤以為是留給「好兄弟」（鬼魂）的。神功戲是傳統戲曲，依照舉辦族群的不同而演出不同的地方戲種，如潮汕人舉辦的盂蘭勝會演出潮劇、廣府人舉辦的演出粵劇、海陸豐人舉辦的演出白字戲，閩南泉漳人舉辦的演出歌仔戲等。除了真人演出的戲曲外，也有木偶戲。盂蘭盆會的神功戲開始時會先演一些「例戲」（扮仙戲）如跳加官、張仙送子、八仙賀壽、福祿壽三仙會等寓意吉祥喜慶的戲齣，然後才演出正式劇目。
由於傳統戲曲日漸式微，加上請傳統戲劇戲班演戲所費不菲，有些盂蘭盆會就改為進行現代表演的的歌台和電子花車。歌臺和電子花車表演通常安排於夜間八點至午夜十二點，臺上表演五花八门包括詼諧短劇、魔術、勁歌熱舞等，而且整個農曆七月都有表演。
作為傳統節日的慶祝活動，神功戲、歌臺、藝閣、電子花車表演常因過於喧嘩遭到部分週圍居民的投訴而遭到警方警告。此外，台灣、新加坡和馬來西亞的歌臺和電子花車上常出現的一些橋段如愛說黃色笑話的主持人、脫衣舞舞孃，等都讓許多人對盂蘭盆會的表演節目產生誤解。但這幾年馬來西亞慶贊中元理事會已經禁止表演歌手穿著暴露的服裝以及控制歌台音量以免產生誤會與摩擦。

### 日本

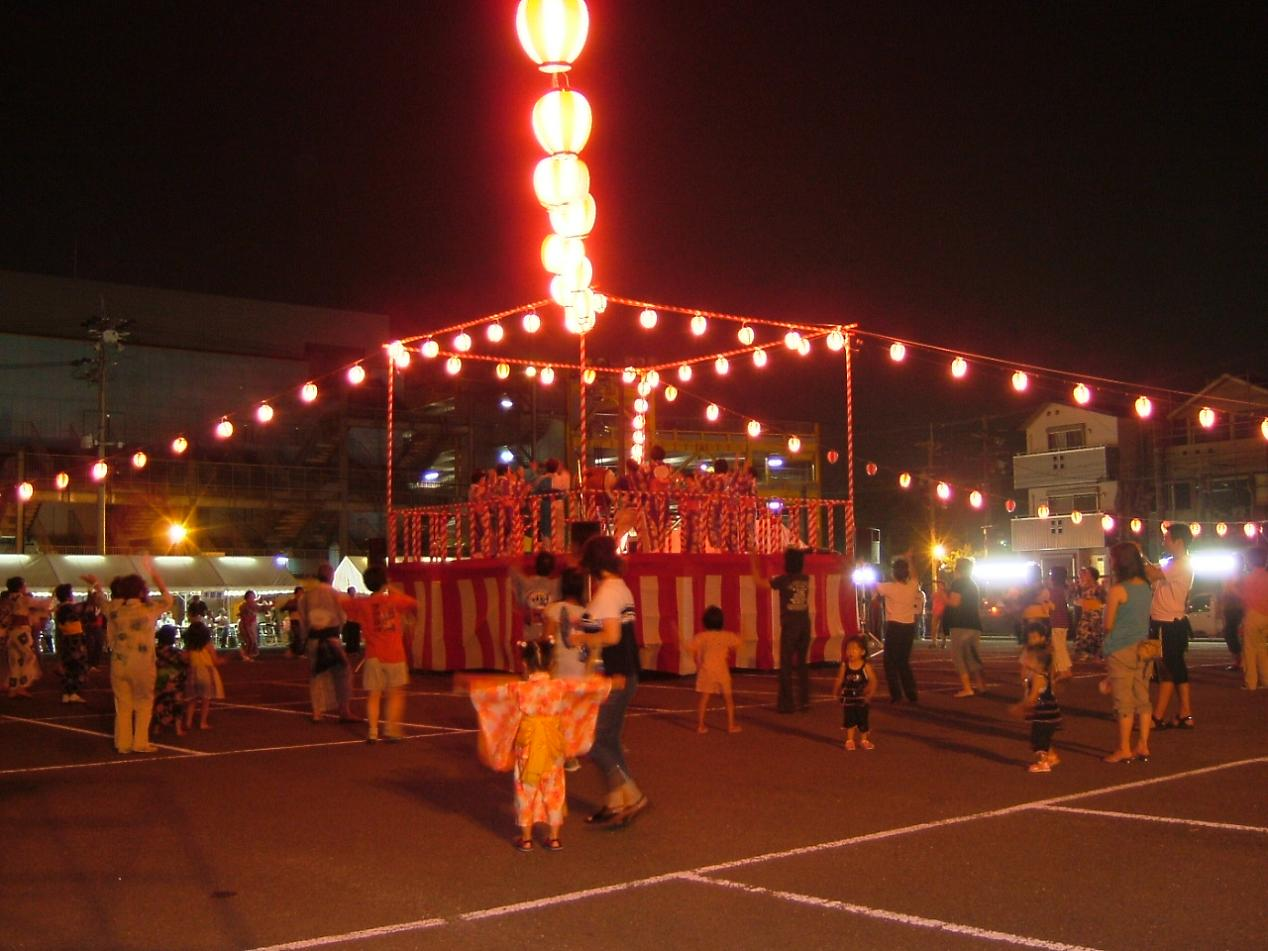
日本盂蘭盆會上的盆踊

日本本土的盂蘭盆會上，人們會跳盆踊，迎神和送神都會點火，其中京都的送神火「五山送火」是當地有名的民俗活動。琉球的盂蘭盆會有迎彌勒的儀式，當地人會跳稱為哎薩的盆踊。

### 朝鮮半島
朝鮮半島的中元節普渡主要有道觀和佛寺舉辦，信眾會為父母奉齋，又有放生等儀式。近年一些寺院如京畿道富川市的釋王寺每年都會舉行「百中敬老盛會」，邀請老人參加，有午餐招待和表演、免費照相等。首爾江南區的奉恩寺則有“生命解放”活動，在大雄殿演出踏路、靈山齋、六法供養、合唱、舞蹈、京畿民歌以及道場雜耍等節目，祀願一年來因各種天災人禍去世的靈魂極樂往生。釜山的三光寺則有「盂蘭盆文化節」等。當地佛教界希望讓盂蘭節發展爲助人爲樂的節日以及與塵世鄰里共慶的活動。